# 箭天竺鲷
箭天竺鲷（学名：[Rhabadamia gracilis] 错误：{{Lang}}：文本有斜体标记（帮助））为輻鰭魚綱鈎頭魚目天竺鲷科箭天竺鲷属的鱼类，俗名细棒天竺鲷。分布印度-太平洋海域: 東非到馬紹爾群島與新幾內亞, 北至日本, 南至澳洲北部阿拉弗拉海，深度3至91公尺，本魚體延長，頭大、眼大、口大且斜裂，前鰓蓋骨邊緣光滑，身體中間有藍色縱條紋，體色半透明白色或粉紅色，頭部和腹部銀色，尾柄有時有一個位於後面的黑點，尾鰭上下葉具有黑色尖端，背鰭硬棘7枚、背鰭軟條9枚、臀鰭硬棘2枚、臀鰭軟條12-13枚，體長可達7.4公分，棲息在岩礁或潟湖，成群活動，屬肉食性，以浮游生物為食，生活習性不明。模式产地在Ternate岛。
其种加词来源于拉丁文“gracilis”，意为“纤细的”。